# المتحدث باسم مجلس اللوردات
المتحدث باسم مجلس اللوردات (بالإنجليزية: Lord Speaker)‏ هو المتحدث [الإنجليزية] باسم مجلس اللوردات ضمن برلمان المملكة المتحدة. وهو منصب مماثل للمتحدث باسم مجلس العموم. يتم انتخابه من قبل أعضاء مجلس اللوردات [الإنجليزية] وعادة ما يكون محايد سياسياً.
حتى تموز / يوليو 2006، كان اللورد المستشار يقوم بأعمال هذا المنصب. نص قانون الإصلاح الدستوري 2005 [الإنجليزية] على أن إحداث منصب المتحدث باسم مجلس اللوردات بما يسمح أن يتم شغل هذا المنصب من قبل شخص مختلف عن اللورد المستشار.
المتحدث الحالي هو نورمان فولر [الإنجليزية] حيث تم انتخابه في حزيران / تموز 2016 وتولى المنصب في 1 أيلول / سبتمبر 2016.